# Miguel Francisco Moreno
Miguel Francisco Moreno   (Badalona, 19 de febrer de 1968) és un il·lustrador català format a l'Editorial Bruguera, on signava els seus treballs amb el nom de Miguel.

## Biografia
Miguel va entrar a treballar a l'editorial Bruguera amb 16 anys, l'any 1984. Amb guions de Jesús de Cos va dibuixar i crear les sèries Los Desahuciados, Fernández i Billy Roca.
En entrar en crisi l'Editorial Bruguera, Miguel va col·laborar a publicacions d'altres editorials, com Gatopardo, revista publicada per l'editorial Intermagen, o Garibolo, de la CGE. En heretar Ediciones B tot el fons de Bruguera, Miguel torna a treballar fent historietes fins que l'editorial va decidir tancar les revistes juvenils de còmics, entre els anys 1996 i 1998. Mentrestant Miguel ja havia començat a treballar per al camp de la publicitat o l'animació. Més endavant va encarregar-se del disseny de personatges de videojocs per a empreses neerlandesos, franceses i fineses. També va treballar, durant els anys 90 sota el pseudònim Mikaelo, per a revistes per a adults. El 2007 va fundar la seva pròpia empresa d'animació i creativitat amb Jesús de Cos, Bee Mind. Actualment viu a Finlàndia i treballa com a freelance per empreses com Digital Chocolate, Ubi Soft i d'altres, majoritàriament com a dissenyador de personatges, direcció d'art i il·lustrador per empreses de videojocs, animació i editorials.